# Jean-François Antonioli
 (mars 2018).
Jean-François Antonioli, né le 25 février 1959 à Lausanne, est un musicien, pianiste, chef d'orchestre et enseignant vaudois.

## Biographie
Jean-François Antonioli étudie le piano auprès de Fausto Zadra, au Conservatoire de Lausanne puis au Conservatoire de Paris auprès de Pierre Sancan. Il complète sa formation de pianiste auprès de Bruno Seidlhofer (Vienne) et de Carlo Zecchi (Rome).
Il se produit, en récital ou avec orchestre, dans plus de vingt pays sur les quatre continents. Il débute aux États-Unis en 1991 avec le National Symphony Orchestra de Washington et participe à des festivals internationaux comme ceux de Montreux-Vevey, Lucerne, l'Orpheum Soloists à Bad Ragaz, Radio France à Montpellier, Jeunesse Festival au Konzerthaus de Vienne, Merano et Sorrente en Italie, le Birmingham Festival of Arts, etc. Jean-François Antonioli a enregistré plus d'une vingtaine de disques pour lesquels il a reçu plusieurs prix (dont le Grand Prix International du Disque de l'Académie Charles Cros, à Paris en 1986) et qui comprennent les 24 Préludes de Debussy, les œuvres de Joachim Raff, de Ferruccio Busoni et d'Arthur Honegger. En 1988, il commence une carrière de chef d'orchestre ; il devient alors le chef invité permanent de la Philharmonie de Timișoara (Roumanie) entre 1993 et 2002, conduisant parfois depuis le piano, comme dans les 21 concertos de Mozart ainsi que d'autres œuvres (concertos de Bach, Haydn ou Chopin).

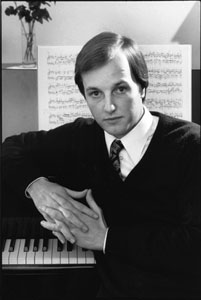
Jean-François Antonioli

Jean-François Antonioli enseigne le piano au Conservatoire de Lausanne - Haute École de Musique. Il donne également des master class au Conservatoire royal de Bruxelles (1999), à la Faculté de Musique de l'Université de Timișoara, sur l'Île San Giulio du Lac d'Orta en Italie (1986-2003), à l'Académie de Musique de Sion (Festival Tibor Varga, 1991-1994), et à l'École normale de Paris-Alfred Cortot. Il est par ailleurs le directeur de l'Institut de Ribaupierre à Lausanne depuis 2004. Invité en outre à siéger au jury de plusieurs concours, il crée en 1995 un séminaire estival sur la musique concertante de Mozart pour jeunes solistes avec orchestre en collaboration avec l'Université de Timișoara.
On lui doit la création au piano comme à la baguette d'auteurs comme Arthur Honegger, Dinu Lipatti, Jean Perrin, Jean Balissat, Matthew Fries, Lucian Metianu, Henri Scolari, Jean Derbès, Andor Kovach, ainsi que la première audition européenne du Prélude de Dutilleux, et plusieurs premières discographiques. Enfin, deux films du cinéaste allemand Walter Wehmeyer ont été consacrés à son activité : La vocation de l'écoute (2000) et Des yeux qui écoutent (2002).

## Distinction
Jean-François Antonioli a été élu membre de l'Académie Centrale Européenne de Science et d'Art en 1999.

## Vie privée
En 2014, Jean-François Antonioli vit à Lausanne.

## Sources
- « Jean-François Antonioli », sur la base de données des personnalités vaudoises sur la plateforme « Patrinum » de la Bibliothèque cantonale et universitaire de Lausanne.
- Claude Gingras, « Jean-François Antonioli, la passion de la recherche », La Presse, 1994/10/02, p. B7
- Richard Boisvert, « Critique : Mozart et pas autre chose! Un Amadeus intelligent servi par Antonioli », Le Soleil, 1996/04/03, p. C12
- Claude Gingras, « Antonioli : l'intégrité », La Presse, 1996/04/07, p. B6.